# Том на фарми
 „Том на фарми“ (фр. Tom à la ferme) канадски је психолошки трилер из 2013, у режији Гзавјеа Долана. Сценарио је написан на основу истоименог комада Мишела Марка Бушара. Главни протагониста Том долази у канадску провинцију са намером да присуствује сахрани свог дечка Гијома. Од породице упознаје само његову мајку Агат, која не зна за синовљеву хомосексуалност, и насилног брата Франсиса, који ће се потрудити да тако и остане. Долан је у филм укључио многобројне Хичкокове омиљене мотиве – обичног човека у необичној ситуацији, посесивност ка мајци, скривену сексуалну тензију, застрашујућу сцену туширања и Хичкокову плавушу (у овом случају плавушана).
Филм је премијерно приказан на 70. филмском фестивалу у Венецији, где је награђен ФИПРЕСЦИ наградом. Наишао је на позитиван пријем код филмских критичара и тренутно на сајту Ротен томејтос има 77 посто позитивних филмских рецензија са просечном оценом од 7,2/10 и са сумирајућим коментаром: Напет, језив и потпуно заносан „Том на фарми“ потврђује да је сценариста и редитељ Гзавје Долан таленат на који треба рачунати .

## Улоге
| Глумац           | Улога   |
| ---------------- | ------- |
| Гзавје Долан     | Том     |
| Пјер Ив Кардинал | Франсис |
| Лиз Роа          | Агат    |
| Евлин Броши      | Сара    |
| Мануел Тадрос    | шанкер  |